# David L. Clarke
 (avril 2019).
Pour les articles homonymes, voir David Clarke (homonymie) et Clarke.
David Leonard Clarke (3 novembre 1937 - 27 juin 1976) était un archéologue et universitaire anglais. Il est bien connu pour ses travaux sur l'archéologie processuelle.

## Enfance et formation
Clarke est née dans le Kent, en Angleterre. Il a étudié au Peterhouse college, à l'Université de Cambridge.

## Carrière académique
En 1966, il est admis comme fellow devient fellow du Peterhouse college à l'université de Cambridge. Son enseignement et ses écrits, en particulier ceux de 1967 concernant l'« archéologie analytique », ont transformé l’archéologie européenne des années 1970. Ils démontrèrent l’importance de la théorie des systèmes, de la quantification et du raisonnement scientifique en archéologie et a fermement ancré l’écologie, la géographie et l’ anthropologie comparée dans ce domaine. Sans jamais avoir été véritablement accepté par la hiérarchie de Cambridge, il fut néanmoins aimé par ses étudiants pour ses attitudes terre-à-terre et inclusives à leur égard. En 1970, il publia sa thèse de doctorat relative à la poterie campaniforme au Royaume-Uni et en Irlande. 
Clarke est décédé en 1976 des suites d'une thrombose causée par une gangrène de l'intestin gangrené . 

## Œuvres choisies
- Clarke, David L., Analytical Archaeology, Methuen, 1968 (ISBN 0-416-42850-9)
- Clarke, David L., Beaker Pottery of Great Britain and Ireland, Cambridge, Cambridge University Press, 1970, 576 p. (ISBN 0-521-07249-2)
- Clarke, David L., Models in Archaeology, Londres, Methuen, 1972 (ISBN 0-416-16540-0)
- John Edmund Kerrich et David Leonard Clarke (trad. Denyse Aghion), « Remarques sur le mauvais usage possible et sur les erreurs des diagrammes de fréquences cumulées pour la comparaison des ensembles industriels préhistoriques », Dialektikê. Cahiers de typologie analytique,‎ 1976, p. 14-29 (ISSN 1169-0046, DOI 10.5281/zenodo.2583972)
- Clarke, David L., Spatial Archaeology, Boston, Academic Press, 1977 (ISBN 0-12-175750-1)
- Clarke, David L., Analytical Archaeologist : Collected Papers of David L. Clarke, Boston, Academic Press, 1979 (ISBN 0-12-175760-9)